# Göran Östlin
Göran T. Östlin, född 1968, är en svensk astrofysiker, professor i astronomi och från 2008 prefekt vid Institutionen för astronomi vid Stockholms universitet. Hans forskningsintressen kretsar kring observationell extragalaktisk astronomi.
Sedan 2000 är Östlin verksam som forskare vid Stockholms universitet och Stockholms observatorium (AlbaNova), inledningsvis som post-doc. Han innehade 2003–2008 en särskild forskartjänst finansierad av det svenska Vetenskapsrådet, från april 2003 som docent, från hösten 2004 som universitetslektor. 
Östlin utnämndes 2008 till professor i astronomi och prefekt för Institutionen för astronomi. Han invaldes den 17 november 2010 som ledamot av Vetenskapsakademien.